# جونی لوپز
جونی لوپز (انگلیسی: Jony López؛ زادهٔ ۱۷ آوریل ۱۹۸۷) بازیکن فوتبال اهل اسپانیا است.
از باشگاه‌هایی که در آن بازی کرده‌است می‌توان به باشگاه فوتبال اسپورتینگ خیخون و باشگاه فوتبال بارسلونا اشاره کرد.